# سیارک ۷۹۱۰
سیارک ۷۹۱۰ (به انگلیسی: 7910 Aleksola، نامگذاری:1976GD2) هفت هزار و نهصد و دهمین سیارک کشف شده‌است که در ۱ آوریل ۱۹۷۶ کشف شد.
قدر مطلق سیارک برابر ۱۳٫۷۰ است.